# Sublim
Sublim (av lat. sublimis, exalterad, upphöjd), är ett filosofiskt och konstnärligt begrepp. Med "sublim" menas en transcendent upphöjdhet eller storhet i fysiskt, moraliskt, intellektuellt eller konstnärligt avseende. Begreppet avser särskilt någonting som är så upphöjt att det inte kan jämföras, och är bortom beräkning eller mätbarhet. Sublimitet har under långa tider varit konstens främsta ideal, men dess definition har förändrats under århundradena.
Den första man känt till som utredde sublimiteten i allmänhet var den författare som brukar omnämnas som Longinos, i skriften Om det sublima (Peri hypsous), som Nicolas Boileau översatte 1674. För Longinos var sublimiteten ett slags intensitet som låg extasen nära och berodde av en stor själ. Ny forskning visar dock att även Filon skrev utförligt om det sublima, att Longinos med största sannolikhet tillhörde Alexandrias hebreiska subkultur, precis som Filon, samt att ursprunget till begreppet inte står att finna i den grekiska kulturen, utan i den hebreiska. Redan i Septuaginta, den första översättningen av israeliternas heliga skrift till grekiska från 200-talet f.Kr. används termen hypsos (sv. höjd) för att översätta det hebreiska marom, med samma innebörder som explicit finns hos Filon, och vilka man kan utläsa hos Longinos. Boileaus översättning innebar att verket fick ett slags återupptäckt - fastän Longinos inte verkar ha varit särskilt känd dessförinnan - vilken blev starkast i England, med filosofer som John Dennis och Joseph Addison.
Immanuel Kant (i Kritik av omdömeskraften) och Edmund Burke forskade båda på begreppet (jämför Burkes essä Essay on the Sublime and Beautiful, 1756) och båda skilde mellan sublimitet och det sköna, och båda, fastän de företräder förnuftstron, ansåg att fantasin var en förutsättning för sublimitet och den blev därmed det rationella tänkandets motsats. Senare författare har tenderat att inbegripa skönhet i begreppet.
För Kant representerade det sublima en känsla som han härledde från en estetisk bedömning med vilken vi inser begränsningen som vår mänskliga natur utgörs av, det vill säga att vi förstår att vi inte kan nå något som är bortom vår egen räckvidd.
Som ideal var sublimiteten särskilt utbredd under klassicismen och romantiken, där det för konstens del så småningom utmynnade i pittoreska bilder som inte längre speglade den filosofiska idén. Sublimiteten som ideal började avfärdas under modernismen, men fick något av en återfödelse med Jean-François Lyotard. För Lyotard är sublimiteten ett viktigt uttryck för gränsen för vår begreppsliga makt och avslöjar mångfalden och instabiliteten i det postmoderna samhället.